# Quimiurgia
La quimiurgia es la disciplina encargada de estudiar el efecto de las reacciones químicas en el campo de la agricultura y sus sectores afines. Es también conocida bajo el nombre de química agrícola o, en su defecto, "agroquímica". Su estudio se encuentra basado en la mezcla de los principios químicos, biológicos y bioquímicos para la transformación de materias primas a productos.

## Historia
La palabra quimiurgia (en inglés: chemurgy) fue acuñada por el químico norteamericano William J. Hale y publicitada por primera vez en su libro de 1934 The Farm Chemurgic. El concepto fue desarrollado en los primeros años del siglo XX, por ejemplo, varios productos, incluidos cepillos y películas cinematográficas, se fabricaron a partir de celulosa. A partir de la década de 1920, algunos estadounidenses prominentes comenzaron a abogar por un vínculo más amplio entre los agricultores y la industria. Entre ellos se encontraban William J. Hale y el periodista agrícola Wheeler McMillen.
La quimiurgia demostró su valor durante la Segunda Guerra Mundial, particularmente para aliviar la escasez de caucho causada cuando Japón cortó la mayor parte del suministro de Estados Unidos. El maíz se usó como materia prima en gran parte del caucho sintético producido durante la guerra. Varias otras plantas, incluyendo guayule y diente de león ruso, fueron investigadas como fuentes de caucho. En el Medio Oeste de los Estados Unidos, se alentaba a los escolares que recolectasen algodoncillo, que anteriormente se consideraba una molestia, pero que en este momento se valoraba para un nuevo papel como relleno en el chaleco salvavidas militar.
En años recentes, hay habido un resurgimiento de interés en la quimiurgia, aunque la palabra se cayó en desuso. En 1990, Wheeler McMillen, entonces con 97 años, organizó una conferencia de entusiastas de la quimiurgia en Washington D. C. La conferencia creó el Consejo de los Nuevos Usos.